# 松本千城
松本千城（まつもと ちしろ、1975年 - ）は日本の財務官僚。財務省主計局主計官（内閣、デジタル、復興、外務、経済協力担当）。

## 来歴
東京都生まれ。東京大学経済学部卒業。1998年 大蔵省入省。大臣官房調査企画課配属。ストラスクライド大学とLSEでMaster in EconomicsとMaster in FINANCEをそれぞれ修得。2002年7月 財務省主計局調査課。
国際局地域協力課国際調整室課長補佐、国際局国際機構課長補佐、主計局主計官補佐（外務、経済協力係主査）、主計局主計官補佐（経済産業係主査）などを務める。2017年7月10日 国際局総務課長補佐兼国際局総務課国際企画室長。2018年7月3日 国際局付派遣職員（国際通貨基金（IMF）財政局審議役）。途上国支援等のミクロな課題を担当。2021年7月13日 国際局為替市場課長。2024年7月12日 主計局主計官（内閣、デジタル、復興、外務、経済協力担当）。

## 略歴
- 1998年4月：大蔵省入省。大臣官房調査企画課配属[1]。
- 2000年：福岡国税局調査査察部。
- 2000年6月：留学（ストラスクライド大学、LSE）。
- 2002年7月：財務省主計局調査課。
- 2003年7月：主計局司計課政策評価係長[2]。
- 2005年：在イタリア大使館二等書記官。
- 2008年：在イタリア大使館一等書記官。
- 2008年7月：国税庁長官官房国際業務課長補佐。
- 2009年7月：国際局地域協力課国際調整室課長補佐。
- 2010年7月：国際局為替市場課長補佐。
- 2011年7月：国際局国際機構課長補佐。
- 2014年7月：主計局主計官補佐（外務、経済協力係主査）。
- 2015年7月：主計局主計官補佐（経済産業係主査）。
- 2016年6月：国際局開発機関課長補佐。
- 2017年7月10日：国際局総務課長補佐 兼 国際局総務課国際企画室長。
- 2018年7月3日：国際局付派遣職員（国際通貨基金（IMF）財政局審議役）。
- 2021年6月26日：国際局付。
- 2021年7月13日：国際局為替市場課長。
- 2024年7月12日：主計局主計官（内閣、デジタル、復興、外務、経済協力担当）。

## 著作
- 『イタリア病の教訓 新書y』（洋泉社、2007年7月発行）